# Sára Fojt
Sára Fojt (n. 3 decembrie 2003) este o canoistă ce a reprezentat Ungaria, medaliată olimpică. A participat la o ediție a Jocurilor Olimpice (2024) în care a câștigat o medalie de bronz.

## Participări
Lista de mai jos prezintă principalele competiții la care a participat Sára Fojt de-a lungul carierei.
- Jocurile Olimpice de vară din 2024[1]